# برجيتسي
بريجيتسه (بالإنجليزية: Brežice)‏ هي مستوطنة تقع في سلوفينيا في بلدية بريجيتسه ‏.[بحاجة لمصدر] يقدر عدد سكانها بـ 6,856 نسمة ومساحتها 8.9 كم2 وترتفع عن سطح البحر 162 متر.

## أعلام
- أنطونيو سانسيك
- كليمين سيتي
- بلاج جانك
- ريبيكا دريميل
- دافور كابل